# 1562 pr. n. št.

## Smrti
- Da Vu, deveti kralj kitajske dinastije Šang (* ni znano)